# 新华路街道 (上海市)
新华路街道是中国上海市长宁区下辖的一个街道。面积2.2平方公里。户籍人口9.83万人（2008年）。

## 行政区划
新华路街道下辖番禺居委会、牛桥居委会、人民居委会、西镇居委会、杨宅居委会、香花居委会、新华居委会、梅安居委会、左家宅居委会、田渡居委会、泰安居委会、陈家巷居委会、东镇居委会、红庄居委会、幸福居委会、和平居委会、张家宅居委会。